# Todo por dos pesos
Todo por dos pesos (escrito Todo × 2$) fue un programa de televisión del género cómico producido en Argentina, conducido por Fabio Alberti y Diego Capusotto. Guionado por Pedro Saborido, Néstor Montalbano y los dos actores principales. En la trama del programa, los conductores se llamaban Mario y Marcelo, haciendo referencia a dos presentadores de la televisión argentina (Mario Pergolini y Marcelo Tinelli), los cuales tuvieron una gran rivalidad durante algunos años.
El nombre hacía referencia, en tono de parodia, a los locales de objetos importados principalmente de China, con adornos y artículos de bajo costo y gusto dudoso que proliferaron en la Argentina durante el período de la convertibilidad, asociados con lo kitsch.

## Orígenes
Tiene como antecedente los programas encabezados por Alfredo Casero, De la cabeza y Chachachá, en cuyo elenco participaron los dos conductores a lo largo de varias temporadas.
Si bien no se mantuvieron los sketches, siguió siendo un programa de humor absurdo.
También puede mencionarse como antecedente un breve ciclo —previo a Todo por dos pesos— llamado Delicatessen, emitido por América TV, que contó, además de la dupla Capusotto-Alberti, con Horacio Fontova y Damián Dreizik. Este programa tuvo similar temática que los otros mencionados, pero menor popularidad.

## Formato
Los sketches eran presentados «en vivo» desde el estudio (ficticiamente ubicado en Miami) por los dos conductores, que estaban acompañados por la secretaria china Sushi Tepanaki (la actriz Irene Cheung Choi Lin, nacida en Hong Kong), un hombre mayor (Alfonso Grispino, 1933-2021) quien bajo el seudónimo de Dr. Dyango presentaba algunas secciones mientras bailaba ridículamente, un trío danzante llamado «Los Carlitos Bala», y público que asistía a las grabaciones del programa.
En 1999 apareció la sección «Top Five», que luego cambió su nombre a «El ranking musical de Todo por dos pesos». A lo largo del año 2000, en el programa se reversionaron 58 canciones, con artistas ficticios, tales como Los Tres Chiflados, que contaron con la mayor rotación de ese año en el ranking. La canción que menos rotación tuvo fue Copetín de Buenos Aires, de Jaime Cohen.

## Recepción del público y la crítica

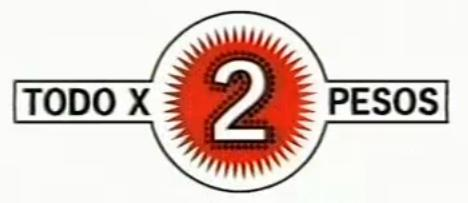
Logo usado en la primera y breve temporada (1999)

El programa comenzó en el año 1999 en el canal Azul TV, sin que tuviera mucho éxito, lo cual llevó a que se lo levantara de la programación. El periodista Marcelo Stiletano, del diario La Nación, lo calificó como una «visión feroz de la TV barata», en la cual «el desorden, la escasez y la improvisación» esconden un minucioso trabajo de producción con objetivos de parodia.
Al año siguiente se trasladó a la pantalla de Canal 7 hasta su finalización en 2002, logrando liberarse de la presión del rating al entrar en la emisora estatal.
Paradójicamente, a partir de esa temporada el programa tuvo un notable éxito, llegando a consagrarse como el programa con mayor rating del canal en años (aunque Canal 7 no se caracterizara por un rating elevado).
En 2001, se llegó a temer por la continuidad del ciclo, debido a que Marcelo Tinelli, dueño de la productora Ideas del Sur, se dedicaba en ese año a satirizar al presidente Fernando de la Rúa en su programa El Show de Videomatch, ayudando notablemente a la creciente mala imagen pública.
Durante la última entrega del programa, en diciembre de ese año, la jefa de piso de Canal 7 anunció al aire que sería colocada una placa conmemorativa en la puerta del estudio donde se grababa el programa.

## Sketchesy personajes
- El hombre bobo: Parodia del hombre lobo encarnada por Diego Capusotto. «Cuando sale la luna, un hombre común y corriente se trasforma en el hombre bobo, aterrando con sus travesuras a toda la humanidad».
- El ranking musical: Al principio llamado «Top five», se mostraban videoclips recreados, cambiando las letras y las imágenes de temas clásicos nacionales y extranjeros.
- Boluda total: Una parodia de los programas de cable dedicados a la mujer, conducido por una torpe Coty Nosiglia (que, por otra parte, era el nombre de un político argentino), interpretada por Fabio Alberti.
- Irma Jusid: Una mujer que daba consejos a los jóvenes y advertía de los peligros de ciertas situaciones con ejemplos muy exagerados de las reprimendas que sufrirían, interpretada por Diego Capusotto.
- HP: Una parodia de una telenovela llamada PH (Propiedad horizontal). En la misma, mientras vemos a los personajes involucrados en situaciones dramáticas, la frase predominante en sus diálogos es «¡hijo de puta!», lo que hace que el sketch esté plagado de sonidos de censura.
- El rinconcito del consumidor: Un programa conducido por el Dr. Dyango (Alfonso Grispino, 1933-2021) disfrazado de mujer, en el cual recomendaba, para ahorrar, artículos de segunda mano con notorias fallas, parodiando a los programas para amas de casa, en especial a 33 millones de consumidores, conducido por Lita de Lázzari.
- ¿Qué nos pasa a los argentinos?: El programa finalizaba con esta suerte de monólogo demente acerca de situaciones de la farándula y del país, en donde Fabio Alberti dibujaba rayas incoherentes en un pizarrón para ilustrar la situación que describía. Alberti reutilizó este recurso años más tarde, cuando condujo Duro de almorzar en 2009.
- Beto Tony y su muñeco: Fabio Alberti interpretaba a un ventrílocuo que contaba chistes muy malos del tipo «primer acto, segundo acto…». Al final de cada chiste, luego de un segundo de silencio sepulcral, el director del ciclo Néstor Montalbano gritaba: «¡Está bieeen!» y la platea estallaba en aplausos.
- Flavio Pedemonti: Alfonso Grispino (1933-2021) encarnaba a un exfutbolista que había pasado por todo tipo de excesos y situaciones difíciles, que renegaba de todo. Supuestamente, se preparaba para volver al fútbol.
- Tito Cossa: Parodia de las series de detectives, con Germán Navetta en el rol protagónico de Tito Cossa (nombre tomado de un conocido dramaturgo argentino). El personaje emulaba a un espía secreto de la SIDE, desplegando situaciones paródicas del género por contraste: por ejemplo, armas hechas con tiras de chorizos o cañoncitos de dulce de leche, o un carruaje —caballo incluido— hecho con los elementos de una cocina (horno, chimenea, termotanque, etc.).
- La columna de Galloso (1999-2000): Parodia de un noticiero de televisión, en la que el icónico locutor Horacio Galloso (1933-2012) presentaba su «columna periodística», donde mostraba casos risueños de la realidad porteña; con él transportaban una columna de utilería.[8]
- Ese amigo del asma (2001): Parodia del programa nocturno musical Ese amigo del alma, de Lito Vitale.
- Buenas noticias (2002): Una parodia de noticiero oficial, en la que una suerte de minipresidente Duhalde presentaba «soluciones argentinas» para los problemas creados por la falta de ciertos productos que habían dejado de importarse tras la devaluación del peso.
- Guálter y su órgano: Inspirado en el verdadero «Walter y su órgano»; un músico argentino que tocaba el órgano eléctrico. Al igual que el Wálter original, Guálter animaba fiestas de cumpleaños y casamientos, pero haciendo música con su órgano sexual.
- José Vinazzi: Un cantante que entonaba melodías burbujeando en una copa de vino, que solía tener artistas invitados que lo acompañaban. Con el correr del tiempo tuvo su bloque, Ese amigo de Vinazzi parodiando a Ese amigo del alma, que tenía el músico Lito Vitale a medianoche.
- El super chiotto: De una licuadora con pelotitas de ping pong transformado en bolillero salían los números del premio (por lo general un puñado de pesos) y el Dr. Dyango a través de la computadora vociferaba el significado del mismo (por ejemplo: «57: la mozzarella que habla»).
- Los Carlitos Balas: Inspirado en Los Susanos, ponian fin a cada bloque cantando y bailando amaneradamente. Vestimenta, estilo y canciones inspiradas en el humorista Carlitos Balá, luego del baile cerraban en frases tales como «qué gusto tiene la sal» y «ea ea ea pepé», pero en modo «bala». En la temporada del 2000, el mismo Carlitos Balá hace una aparición en dicho sketch.

## Temporadas
- Todo por dos pesos (Azul TV, 12 de mayo de 1999[9] - 25 de agosto de 1999[10])
- Todo por dos pesos (Canal 7, 2 de mayo de 2000[11] - 19 de diciembre de 2000[12])
- Todo por dos pesos (Canal 7, 9 de abril de 2001[13] - 17 de diciembre de 2001[14])
- Todo por dos pesos: Que sea lo que Dios quiera (Canal 7, 21 de mayo de 2002[15][16] - 26 de noviembre de 2002).[17]

### Repeticiones
En el año 2006, Canal 9 (ex Azul TV) emitió tres recopilaciones de la temporada 1999 en el marco del 10.º aniversario de la productora Ideas del Sur.
A finales de 2008 y principios de 2009, Canal 7 repuso la temporada 2000, en el marco de un ciclo de reestrenos de programas cómicos emitidos por el canal.
Durante el verano del 2021, la Televisión Pública vuelve a emitir los primeros 10 capítulos de la misma temporada.
En el año 2024, el programa humorístico emite nuevamente por la Televisión Pública debido a la situación en la emisora estatal.

## Premios Martín Fierro
- 2000: Mejor programa humorístico
- 2000: Mejor labor humorística (Diego Capusotto)
- 2001: Mejor labor humorística (Fabio Alberti)